# Famille de Rotalier
La famille de Rotalier, anciennement Petitjean, est une famille subsistante de la noblesse française, originaire de Franche-Comté en France.
Elle acquiert des lettres de bourgeoisie de Lons-le-Saunier, puis elle est anoblie en 1737 par l'exercice d'une charge.
Plusieurs membres de la famille s'illustrent dans les armes, soutenant la Monarchie mais arrivent à passer la période de la Révolution française.

## Histoire

### Origine
La famille Petitjean, renommée de Rotalier, est un exemple d'ascension sociale d'une famille issue d'un marchand au XVIe siècle. 
La famille de Rotalier est originaire d'Orgelet, dans le département du Jura, où elle était initialement connue sous le nom de Petitjean. La lignée débute avec Abraham Petitjean, marchand et échevin de la ville d’Orgelet en 1589. Son fils, Claude Petitjean, lui succède dans ses fonctions, suivi par Abraham Petitjean, qui devient conseiller municipal en 1649,.

### Lettres de bourgeoisie puis anoblissement
Au XVIIe siècle, Guillaume Petitjean, petit-fils d'Abraham III, exerce également des fonctions de conseiller de ville en 1660. Après avoir été ruiné par les guerres de la peste, il parvient à reconstruire sa fortune et s'établit à Lons-le-Saunier, où il acquiert des lettres de bourgeoisie le 12 décembre 1671[réf. nécessaire].
Étienne et Gilbert Petitjean, deux fils d'Abraham, font enregistrer leurs armoiries auprès de l’armorial de d'Hozier en 1701.
En 1712, Gilbert Petitjean obtient l’autorisation de posséder un fief et devient le seigneur de Rotalier, marquant ainsi une étape cruciale dans l'ascension de la famille vers la noblesse,. La prévôté de Rotalier lui était inféodée.
Le 19 juillet 1737, Félix-Désiré Petitjean (1694-1775) est anobli par charge de conseiller-maître en la chambre des Comptes de Dole,.
En 1777, plusieurs frères Rotalier sont capitaines et chevaliers de l'ordre royal et militaire de Saint-Louis en 1777.
En novembre 1778, sous le règne de Louis XVI, la famille reçoit des lettres patentes, enregistrées au Parlement autorisant la famille à abandonner le nom de Petitjean pour celui de Rotalier. Cela permet aux nombreux enfants de Félix-Désiré d’abandonner le nom de Petitjean pour adopter celui du village de Rotalier où la famille possède un château.

### Les carrières militaires auXVIIIesiècle
Pierre-Alexis de Rotalier (né en 1738) est officier d’artillerie, embarque avec sa compagnie en 1777 pour la Martinique, où il fortifie l’île Saint-Vincent et repousse une attaque anglaise. À la Révolution, il rejoint l’armée de Condé. 
Alexis-Charles-Félix, l'un de ses fils (né en 1766) entre à l’école d'artillerie de Metz. Il fait les campagnes de 1792 et 1793 avec l'armée de Condé, participe à l’expédition de Quiberon sous les ordres de son père, puis aux campagnes de 1797 à 1801 au Portugal où il commande, en 1801, un bataillon d'artillerie composé d'émigrés à la solde de l'Angleterre. Il est nommé inspecteur-général d’infanterie en 1822,.
La famille de Rotalier a participé à la bataille de Quiberon en 1795 : Pierre-Alexis de Rotalier, commandant dans l'artillerie de l’armée royale, s’est distingué par sa bravoure, accompagné de ses deux frères, tous combattant aux côtés de l'armée royale,. Lors de l'expédition de Quiberon au sein de la première division du corps expéditionnaire, le régiment « Royal-Artillerie » dit « Rotalier » composé de 600 hommes et armé de 10 canons fut sous la direction du « comte » de Rotalier. Il était majoritairement composé de Toulonnais mais comportait également des prisonniers républicains.

### Descendance
À la Révolution française, face aux bouleversements sociaux, certaines branches de la famille de Rotalier reprennent l'ancien nom de famille « Petitjean ». D'autres conservent conservent le nom de Rotalier et continuent d’exister après 1789, se divisant en plusieurs rameaux, dont au moins l'un subsiste en 2024 selon Arnaud Clement, comme le montre l'arbre qui suit :
- Abraham Petitjean, marchand à Orgelet, échevin d'Orgelet en 1589.
  - Claude Petitjean
    - Abraham Petitjean (1615 - à Lons le Saulnier), marchand à Orgelet, conseiller municipal en 1649. Le 24 décembre 1640 à Orgelet, il épouse Catherine Michaille.
      - Étienne Petitjean
      - Gilbert Petitjean, conseiller à Orgelet, notaire royal, secrétaire et greffier au présidial de Lons-le-Saunier, anobli en 1703. Il épouse Barbe Claudine Tardy.
        - Félix Désiré Petitjean (1694-1775), sieur de Rotalier, anobli en 1737, chevalier de l'ordre royal et militaire de Saint-Louis. Le 23 mai 1724 à Arinthod, il épouse Anne Antoinette Prost.
          - Alexis Désiré de Rotalier (1726-1811)
          - Joseph Marie de Rotalier (1727-1803)
          - Claude Pierre de Rotalier (1728-1810), chevalier de l'ordre royal et militaire de Saint-Louis.
          - Gabriel François de Rotalier (1730-1810), écuyer, chevalier de l'ordre royal et militaire de Saint-Louis.
          - Louis Félix de Rotalier (1731-1810), écuyer.
          - Marie Henriette Gasparine de Rotalier (1737-1814)
          - Pierre Alexis de Rotalier (22 juillet 1738 à Lons-le-Saunier - 19 septembre 1807 à Paris), chevalier de l'ordre royal et militaire de Saint-Louis, lieutenant-colonel au régiment de Metz, commandant de l'artillerie du prince de Condé, général de brigade en 1795. Breveté lieutenant-colonel britannique, il sert ensuite avec son corps au Portugal. Avant la Révolution, il achète à sa belle famille la terre de Villerspoz à Colombier (Haute-Saône)[12]. Le 14 décembre 1764 à Besançon, il épouse Anne-Marie Josèphe de Bermont.
            - Alexis Charles Félix de Rotalier (1er août 1766 à Besançon - 8 avril 1854 à Rotalier), capitaine d'artillerie, maréchal de camp, inspecteur général d'infanterie, chevalier de l'ordre royal et militaire de Saint-Louis, commandeur de la Légion d'honneur. Le 13 février 1803 à Paris, il épouse Fidèle-Maclovie Joséphine de Durfort de Duras.
              - Ernest Charles Félix de Rotalier (23 mars 1807 à Rotalier - 14 mai 1861 au même lieu), propriétaire de la terre de Rotalier. Le 3 octobre 1849, il épouse à Paris (1er arrondissement) Élisabeth Macnamara.
                - Charles Hélion Dieudonné de Rotalier (23 octobre 1856 à Rotalier - 16 juillet 1930 au même lieu), propriétaire de la terre de Rotalier. Le 9 juin 1888, il épouse à Neuilly-sur-Seine Marie Razy. D'où descendance.

            - Charles Alexis Joseph de Rotalier (9 juillet 1768 à Besançon[13] - 15 juin 1855 à Colombier), chevalier de l'ordre royal et militaire de Saint-Louis, capitaine aide-major au régiment d'artillerie de Rotalier, receveur des Finances. Le 1er février 1801 à Lisbonne (Portugal), il épouse l'Irlandaise Julie Stéphanie Winefred Dixon. D'où descendance comme l'écrit Arnaud Clement[6].
              - Alexis Henri Louis de Rotalier (20 décembre 1801 à Lisbonne (Portugal) - 6 août 1858 à Besançon), officier de cavalerie. Le 16 août 1831 à Besançon, il épouse Victorine Poncelin de Raucourt.
                - Henri Joseph Alexis de Rotalier (22 mars 1839 - 31 octobre 1889), lieutenant de cavalerie. Le 8 septembre 1869 à Authume, il épouse Marie Antoinette Anna de Masson d'Autume.
                  - Henri Joseph Lionel de Rotalier (7 juin 1913 à Toulouse - 29 août 1991 à Saint-Martin-Boulogne). Le 9 septembre 1940 à Castelnau-de-Montmiral, il épouse Jeanne Marie Françoise Eugénie Ghislaine van Pradelles de Palmaërt (1913-1995). D'où descendance[14].
                  - Pierre Alexis Gaspard Ludovic de Rotalier (24 février 1880 à Conflans-sur-Lanterne - 11 mars 1937 à Sigy). Le 21 mai 1907 à Sigy, il épouse Marie Cécile Jacobé de Haut de Sigy.
                    - Guy Pierre Jean Marie de Rotalier (15 avril 1910 - 9 janvier 1978 à Nancy). Le 27 août 1937 à Étival-Clairefontaine, il épouse « Nicole » Berthe Marie de Ravinel (1911-2001)[15]. D'où descendance[14].

                - Charles Alexis Lionel de Rotalier (1841 - 17 avril 1893 à Besançon), ancien élève de Saint-Cyr promotion « du Céleste Empire » (1860-1862), lieutenant d'infanterie. Il épouse Louise Marie Clotilde Lebas de Girandy.
                  - Maurice Marie Alexis de Rotalier (10 septembre 1872 à Courbouzon (Jura) - 30 janvier 1957 à Paris 7e), ancien élève de l'École navale (promotion 1891), capitaine de frégate, membre de la Société des Cincinnati, titulaire de la croix de guerre 1914-1918, chevalier de l'ordre national de la Légion d'honneur[16]. Le 25 juillet 1904 à Coat-Méal, il épouse Mélite Thérèse Jeanne Marie de Blois de La Calande[17]. D'où descendance, notamment Marie Philibert de Rotalier (1920-2014), ancien élève de la promotion 1940 de l'École navale, avec notamment François a'Weng et Philippe de Gaulle[18], lieutenant de vaisseau, membre des Forces françaises libres (FFL)[19] ; et le colonel de Rotalier qui sera l'antépénultième commandant du 153e régiment d'infanterie en 1987-1989 avant qu'il ne soit dissous en 1993 sous le commandement du colonel Jean-Louis Georgelin.

              - Charles Edouard Joseph de Rotalier(d) (1804-1849)[a], ancien élève de la promotion 1824 de l'École polytechnique[20], auteur de l'ouvrage Histoire d'Alger et de la piraterie des Turcs dans la Méditerranée, à dater du seizième siècle[21],[b].

          - Judith Emmanuelle de Rotalier (1740-1803)
          - Pierre Laurent Xavier de Rotalier (1741-1817)

## Propriétés

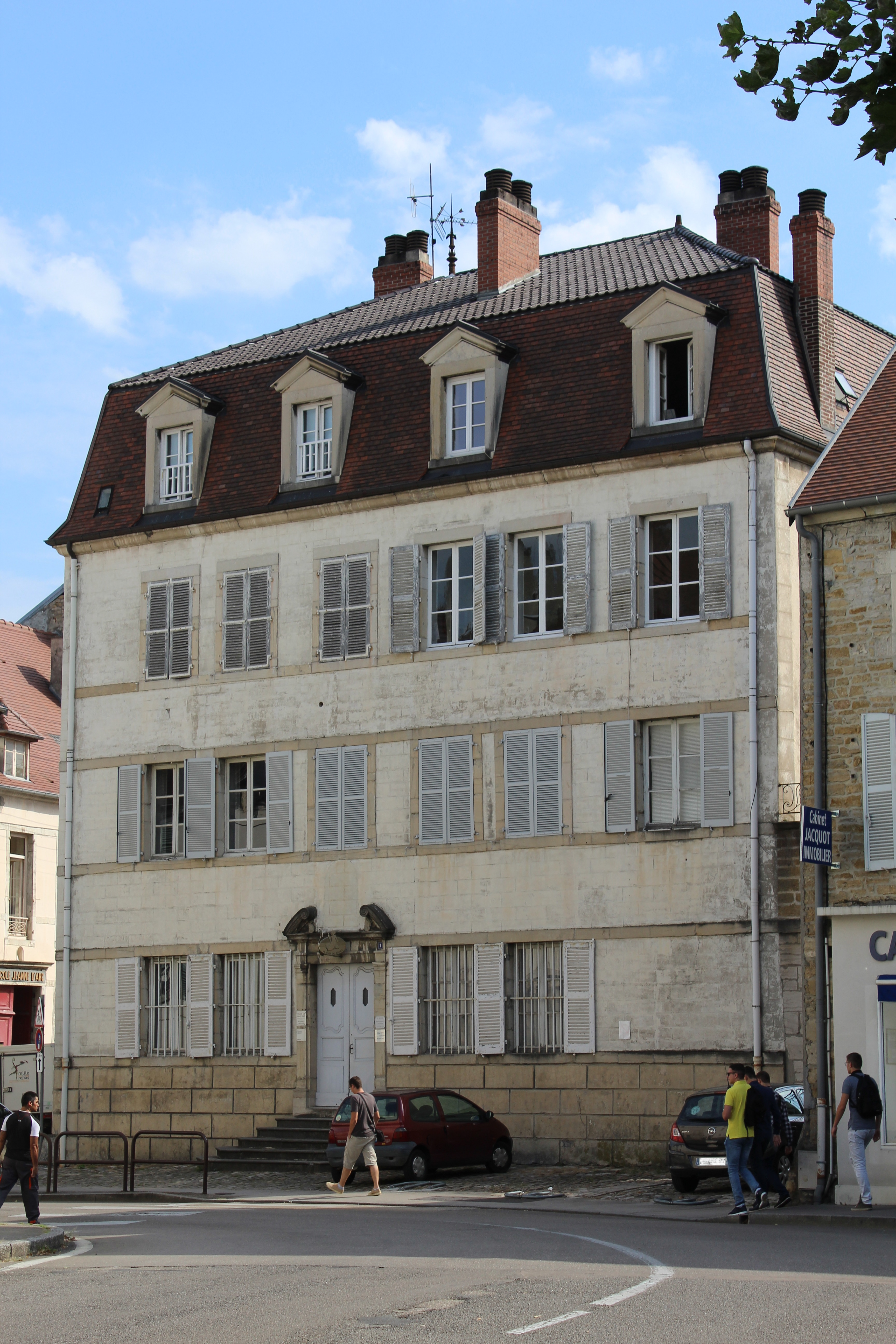
Hôtel Petitjean de Rotalier.

En 1709, la famille fait construire l'hôtel Petitjean de Rotalier à Lons-le-Saunier. Depuis le 4 juillet 1996, le corps de logis ; les façades et toitures des remises, du bûcher, de la serre et de l'orangerie ; les murs et portails, y compris l'abreuvoir entre cour et jardin, sont inscrits à l'inventaire des monuments historiques.

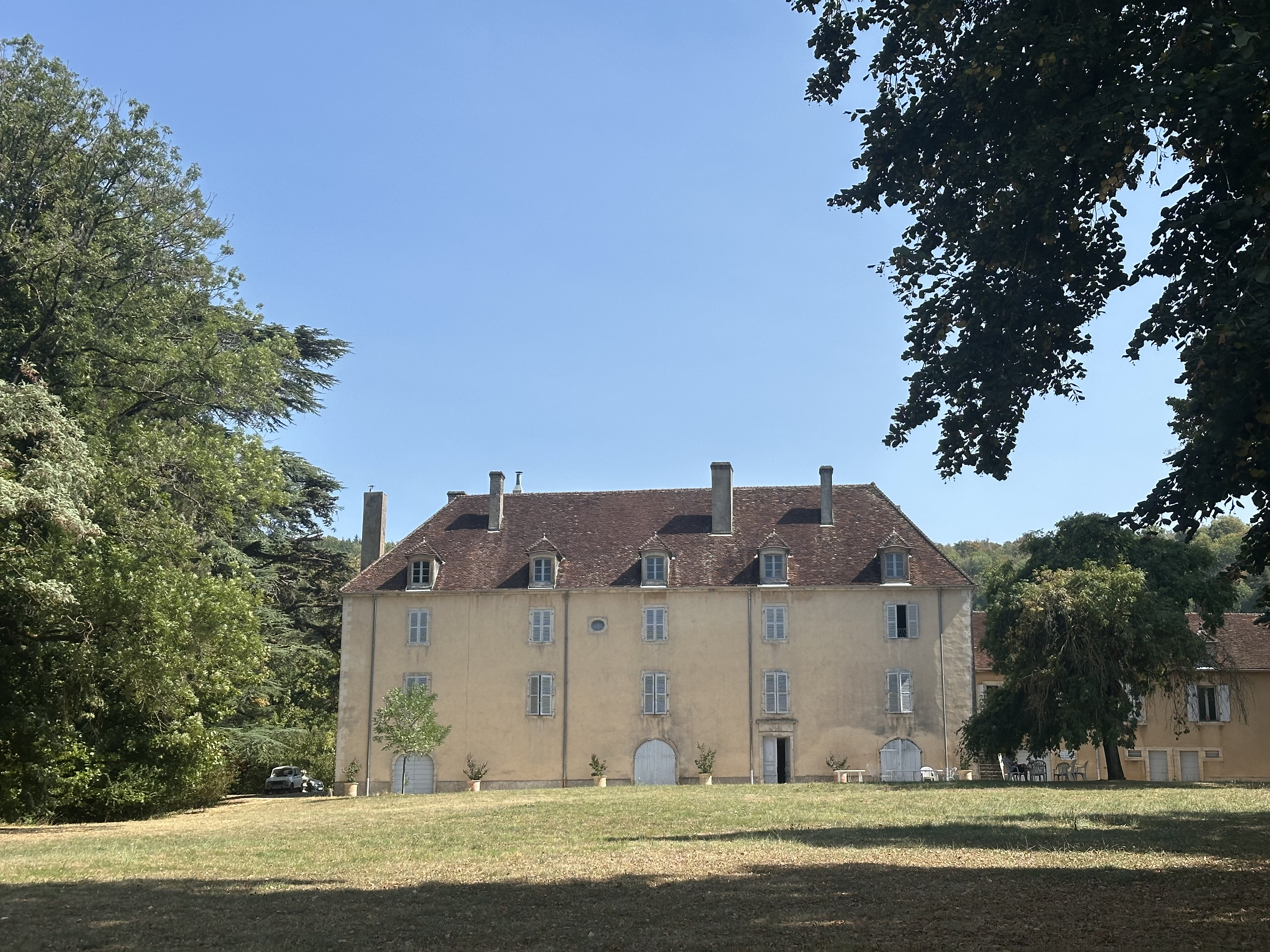
Château de Rotalier

À Rotalier, la famille érige un château entre 1694 et 1703 à proximité d'une tour qui constituait la première demeure de la famille. En partie reconstruit en 1776, il est toujours propriété de la famille au XXIe siècle.

## Armoiries
Les armoiries de la famille sont D’azur à trois anneaux d’argent entrelacés deux et un d'après Arnaud Clement et L'argent à trois bourdons d'azur posés l'un en pal, deux en sautoir d'après l'Armorial de Franche-Comté de Jules et Léon Gauthier. Les trois anneaux representent le temps, l'espace et Dieu.